# (732) Tjilaki
(732) Tjilaki es un asteroide perteneciente al cinturón de asteroides descubierto el 15 de abril de 1912 por Adam Massinger desde el observatorio de Heidelberg-Königstuhl, Alemania.
Está nombrado por el río indonesio Tjilaki.